# Philéas Pasqualini
Philéas Pasqualini (* 6. Februar 1995 in Cannes) ist ein französischer American-Football-Spieler auf der Position des Runningbacks.

## Werdegang
Pasqualini war in seiner Jugend zunächst im Taekwondo aktiv. Zwischen 2009 und 2011 nahm er an vier internationalen Wettbewerben teil, gewann dabei aber keinen Kampf. 2012 stand er im Kader der französischen Nationalmannschaft, ehe er aus persönlichen Gründen mit dem Sport aufhörte. Im Jahr 2013 begann er als Achtzehnjähriger in seiner Heimatstadt bei den Iron Mask de Cannes mit dem American Football. In seiner zweiten Saison wurde Pasqualini in die französische Junioren-Nationalmannschaft berufen, mit der er an der U19-Weltmeisterschaft in Kuwait teilnahm. Im Herbst 2015 schloss er sich dem kanadischen Cégep de Chicoutimi in Saguenay an, wo er für die Cougars auflief. Pasqualini verzeichnete 102 Läufe für 606 Yards und einen Touchdown, zudem kam er als Returner zum Einsatz. Nachdem er im Frühjahr 2016 erneut für die Iron Mask in Frankreich gespielt hatte, kehrte er anschließend nach Kanada zurück, wo er von der McGill University rekrutiert wurde. Für die Redmen, die später in Redbirds umbenannt wurden, spielte er im Herbst 2016 und 2017.
Während seiner Zeit in Kanada war Pasqualini im Heimaturlaub weiterhin für Iron Mask aktiv, ehe er ab 2018 wieder ausschließlich für das Team an der Mittelmeerküste spielte. 2019 gewann er mit Cannes den Casque d’argent, womit der Aufstieg in die zweite französische Liga gelang. Im Frühjahr 2020 nahm er zudem am CFL Regional Combine in Paris teil. Dabei lief er einen 40 Yard Dash über 4,75 Sekunden und verzeichnete zudem einen Standhochsprung von 33″ (≙ 83,82 cm).
Zur Saison 2021 wechselte Pasqualini zu den Thonon Black Panthers. Aufgrund der Covid-19-Pandemie wurde die Saison abgesagt, sodass er kein Spiel für das Team aus Thonon-les-Bains bestritt. Am 4. Juni 2021 wurde Pasqualini für die Premierensaison der European League of Football (ELF) von den Panthers Wrocław verpflichtet. Im Laufe der Saison entwickelte sich Pasqualini zum Stammspieler. Mit 668 Rushing Yards für sechs Touchdowns führte er sein Team in beiden Statistikkategorien an. Nach Abschluss der regulären Saison wurde er in das All-Star Team gewählt. Mit den Panthers erreichte er das Halbfinale, wo sie den Hamburg Sea Devils unterlagen. Wenige Wochen später wurde sein Vertrag bei den Panthers um eine weitere Saison verlängert. Nachdem die Panthers mit zwei Siegen bei drei Niederlagen einen durchwachsenen Start in die Saison 2022 hatten, wurde Pasqualini Anfang Juli 2022 entlassen. Rund einen Monat später wurde Pasqualini vor der zehnten Spielwoche von Stuttgart Surge unter Vertrag genommen. Für das schwäbische ELF-Team hatte Pasqualini ein Spiel mit mehr als 100 Yards Raumgewinn. Er verlor alle vier Spiele mit dem Team, das die Saison sieglos auf dem letzten Platz der Central Conference abschloss.
Nachdem Pasqualini 2023 zunächst vertragslos war, wurde er vor der sechsten Spielwoche der ELF-Saison Anfang Juli von Stuttgart Surge verpflichtet. Dort ersetzte er seinen verletzten Landsmann Asnnel Robo.
Nationalmannschaft
Pasqualini wurde im Juni 2018 in den erweiterten Kader der französischen Nationalmannschaft berufen, doch verpasste er letztlich den Europameisterschafts-Roster. So debütierte er erst 2019 für Frankreich. 2021 wurde er mit seinem Land bei der Europameisterschaft Vierter. In der Gruppenphase der Europameisterschaft 2023 lief er erneut für Frankreich auf.

## Statistiken
| Jahr                            | Team               | Spiele | Starts | Rushing | Rushing | Rushing | Rushing | Rushing | Rushing | Rushing | Receiving | Receiving | Receiving | Receiving | Receiving | Receiving |
| Jahr                            | Team               | Spiele | Starts | Att     | Yds     | Avg     | TD      | Lng     | Fum     | Lst     | Rec       | Tgt       | Yds       | Avg       | TD        | Lng       |
| ------------------------------- | ------------------ | ------ | ------ | ------- | ------- | ------- | ------- | ------- | ------- | ------- | --------- | --------- | --------- | --------- | --------- | --------- |
| European League of Football     |                    |        |        |         |         |         |         |         |         |         |           |           |           |           |           |           |
| 2021                            | Panthers Wrocław   | 10     | 05     | 129     | 0668    | 5,2     | 6       | 34      | 4       | 4       | 11        | 16        | 145       | 13,2      | 1         | 64        |
| 2022                            | Panthers Wrocław   | 05     | 05     | 061     | 0208    | 3,4     | 1       | 15      | 2       | 2       | 06        | 06        | 022       | 03,7      | 0         | 17        |
| 2022                            | Stuttgart Surge    | 04     | 02     | 053     | 0205    | 3,9     | 1       | 21      | 2       | 1       | 04        | 05        | 016       | 04,0      | 0         | 12        |
| 2023                            | Stuttgart Surge    | 05     | 03     | 070     | 0290    | 4,1     | 4       | 34      | 3       | 1       | 04        | 06        | 017       | 04,3      | 0         | 16        |
| 2024                            | Hamburg Sea Devils | 05     | 0      | 060     | 0226    | 3,8     | 0       | 24      | 1       | 0       | 0         | 0         | 100       | 0         | 0         | 0         |
| ELF Gesamt                      | ELF Gesamt         | 29     | 15     | 373     | 1597    | 4,3     | 12      | 34      | 12      | 8       | 25        | 33        | 200       | 08,0      | 1         | 64        |
| Quellen: sportsmetrics.football |                    |        |        |         |         |         |         |         |         |         |           |           |           |           |           |           |